# الحلقة (فلم)
الحلقة (بالإنجليزية: The Ring) فيلم اميركي رعب نفسي من إخراج غور فيربينسكي وبطولة نعومي واتس ومارتن هندرسون. الفيلم هو نسخة معادة عن فيلم الرعب الياباني حلقة.
كلا الفلمان مقتبسان عن رواية حلقة للكاتب كوجي سوزوكي وتدور القصة حول شريط فيديو غامض الذي يحوي على ما يبدو سلسلة من الصور المقلقة. بعد مشاهدة الشريط، يصل المشاهد محادثة تلفونية من قبل فتاة التي تقول له أنه سيموت بعد سبعة أيام. حقق الفيلم نجاح مادي ونقدي.

## الحبكة
تتحدث كايتي (أمبير تامبلين) البالغة من العمر 16 عاماً وصديقتها بيكا كوتلر (رايتشل بيلا) البالغة من العمر 17 عاما، عن شريط فيديو زعم أنه ملعون، حينما كانا الإثنتان في بيت كايتي وحدهما. تكشف كايتي أنها شاهدت الفيديو قبل 7 أيام عندما ذهبت مع اصدقائها إلى كوخ في خان جبل شيلتر (فندق صغير عبارة عن اكواخ). تضحك البنات على الموضوع ولكن بعد حدوث عدة امور غريبة بعدها بعدة دقائق، مثل تشغيل التلفاز وحده، تموت كايتي بشكل غامض وفظيع بينما تشهد بيكا الحادثة، الأمر الذي يسبب بوضع بيكا في مصح للأمراض النفسية.
يتأثر ابن خالة كايتي، ايدان (ديفيد دورفمان) البالغ من العمر 9 سنوات بعد موتها. بعد جنازة كايتي، تطلب روث إمبري (ليندساي فروست) من شقيقتها رايتشل (نعومي واتس)، ام ايدان التي تعمل في الصحافة، أن تحقق في موت كايتي، يقود الأمر برايتشل إلى الكوخ الذي شاهدت فيه كايتي الفيديو. تجد رايتشل الفيديو وتقوم بمشاهدته، بعد ذلك يرن الهاتف وتسمع رايتشل صوت طفلة على الطرف الثاني من الهاتف تقول "7 أيام"، الأمر الذي يزعج رايتشل. في اليوم التالي، تتصل رايتشل بنوح (مارتن هندرسون)، وهو حبيبها السابق (هو أيضاً والد ايدان)، من أجل أن تريه الشريط ويساعدها بناءً على خبرته في هذا المجال. يطلب نوح من رايتشل أن تصنع نسخة من الشريط من أجل فحصه، وهذا ما قامت به رايتشل، ولكنها ابقت النسخة لنفسها. ترتعب رايتشل بعد عدة أيام عندما تكتشف ايدان يشاهد الشريط.
بعد مشاهدة الشريط، تبدأ رايتشل بالمعاناة من كوابيس، رعاف، وظروف سريالية (مثلاً، عندما توقف الشريط على مقطع يتضمن ذبابة، كان باستطاعتها سحب الذبابة عبر الشاشة). متلهفة بشكل متزايد من أجل معرفة اصل الفيديو، تقوم رايتشل بالتحقيق عن صور امرأة التي تظهر في الشريط. في مختبر للفيديوهات، تكتشف رايتشل صور خارج إطار الشاشة في الشريط، ومع بحث اضافي تجد أن ما وجدته هو منارة في جزيرة مويسكو. كما توضح أن الصور التي خارج إطار الشاشة لا تحوي شيفرة زمنية، الأمر الذي يدل على أن صنع الشريط لم يتضمن أجهزة إلكترونية. يتضح أن المرأة في الشريط هي آنا مورغان، التي عاشت على الجزيرة في واشنطن، قبل سنين عدة هي وزوجها ريتشارد مورغان (براين كوكس). تكتشف رايتشل أن بعد أن تبنى الزوجان ابنة، تبدأ المصائب بالوقوع في مزرعتهم - الخيول التي تواجدت في المزرعة صابها الجنون وقامت بالانتحار، الأمر الذي جعل آنا (التي احبت خيولها) بالوقوع في الاكتئاب والإقدام على الانتحار. تذهب رايتشل إلى منزل آل مورغان وتجد ريتشارد الذي يرفض التكلم عن الشريط أو عن ابنته المتبنية. تقول دكتورة محلية لرايتشل أن آنا لم تستطع الإنجاب لذا قامت بتبن طفلة تدعى سمارا (ديفي تشايس). تقول الدكتورة أن آنا سرعان ما بدأت بالشكوى عن رؤى بشعة التي كانت تحدث فقط عندما تكون برفقة سمارا، لذا ذهبت الإثنتان لمصح عقلي. عند تحقيق رايتشل على جزيرة مويسكو، يذهب نوح للتفتيش في المصح العقلي ويجد هناك ملف آنا ويكتشف أنه كان يوجد شريط فيديو لسمارا ولكن الشريط اختفى. في هذه الأثناء، تتسلل رايتشل إلى منزل آل مورغان وتجد شريط الفيديو المفقود الخاص بسمارا وتشاهدته، يقوم ريتشارد بمواجهة رايتشل ويقول بأن الطفلة كانت شريرة. بعد ذلك يقوم ريتشارد بكهربة نفسه في حوض الاستحمام، مع صراخ رايتشل التي هربت من الحمام.
يصل نوح ويذهب هو ورايتشل إلى الحظيرة ويكتشفوا علية التي كان والد سمارا يبقيها بها. وراء ورق الحائط كشف الاثنان عن صورة شجرة التي تتواجد في الشريط، والتي نبتت بجانب خان جبل شيلتر. في الخان، يكتشف الاثنان بئر تحت الأرضية، وتجد رايتشل به جثة سمارا، بعد أن شاهدت رؤيا لأم سمارا تدفعها لداخله. رايتشل تتصل بالسلطات وتقوم بدفن سمارا.
تقول رايتشل لايدن أن سمارا لن تزعجهم بعد الآن. ولكن، يرتعب ايدان ويقول لأمه أنها حررت جسد سمارا وانها 'لا تنام ابداً'. يشغل التلفاز نفسه في شقة نوح، ويعرض جثة سمارا المتعفنة التي تزحف من البئر وعبر الشاشة إلى شقة نوح. مرتعب، يتعثر نوح إلى الخلف ويحاول أن يزحف هارباً من سمارا. تواجهه سمارا وتكشف عن وجهها الحقيقي وتحدق مباشرةً به الأمر الذي يؤدي إلى موته من الخوف، رايتشل تكتشف جثته بعد أن سارعت إلى شقته وتجد وجهه مشوه كما كان وجه كايتي مشوه. بعد رجوعها إلى شقتها، تقوم رايتشل بإتلاف النسخة الأصلية للشريط. متسائلة لما لم تمت هي كالآخرين، تتذكر رايتشل أنها صنعت نسخة من الشريط. سرعان ما تدرك رايتشل أن الطريقة الوحيدة لإنقاذ ايدان هي أن يقوم بنسخ الشريط وأن يريه لشخص ما.رايتشل تساعد ايدان بنسخ الشريط، ويقوم بسؤالها ماذا سيحدث للشخص الذي سيعطونه الشريط. رايتشل تمتنع من الإجابة على سؤاله وينتهي الفيلم بمشهد للبئر الذي اُغرقت سمارا به.

## طاقم التمثيل
- نعومي واتس - رايتشل كيللير
- مارتن هندرسون - نوح كلاي
- ديفيد دورفمان - ايدان كيللير
- براين كوكس - ريتشارد مورغان
- جاين الكساندر - د. جراسنيك
- ليندساي فروست - روث إمبري
- أمبير تامبلين - كايتي إمبري
- رايتشل بيلا - ريبيكا 'بيكا' كوتلر
- ديفي تشايس - سمارا مورغان
- سارا رو - حاضنة الأطفال
- ليندساي فروست - روث إمبري

## التقييم
حاز الفيلم على تقييم ايجابي من النقاد بشكل عام. حيث حقق تقييم %72 على موقع الطماطم الفاسدة
,، وأيضاً على تقييم 57/100 على موقع ميتاكريتيك ، ببنما أعطى روجر إيبرت الفيلم تقييما سلبيا.
موقع بلودي ديسغاستينغ أعطى الفيلم المرتبة السادسة على قائمتهم أفضل 20 فيلم رعب بهذا العقد.

## اجزاء لاحقة
لحق الفيلم جزء ثاني في سنة 2005 يدعى الحلقة 2 وتم إنتاج فيلم ثالث عن الفيلم في 2017 اسمه The Ring وهو مختلف عن الجزئين السابقين من حيث الشخصيات.